# Erlös
Erlös ist in der Betriebswirtschaftslehre und im Rechnungswesen der Gegenwert, der einem Unternehmen in Form von Zahlungsmitteln oder Forderungen durch den Verkauf von Gütern oder Dienstleistungen zufließt.

## Abgrenzung gegen andere Rechnungsgrößen
Kosten und Erlöse werden als Begriffspaar im internen Rechnungswesen, insbesondere in der Kosten- und Leistungsrechnung verwendet. Erlöse sind nicht mit Leistung zu verwechseln.
Kosten und Erlöse sind kalkulatorische Größen. Sie tauchen weder direkt in den Zahlungen des Unternehmens noch eins zu eins in Buchhaltung, Bilanz und Gewinn- und Verlustrechnung auf.

### Aufwand und Ertrag
Aufwand und Ertrag bilden das analoge Begriffspaar im externen Rechnungswesen und werden zur Erstellung einer periodisierten Gewinn- und Verlustrechnung sowie zur Erstellung einer Bilanz verwendet. Zur Ermittlung von gewinnwirksamen Aufwänden und Erträgen werden Leistungen des Unternehmens und damit verbundene Zahlungen einem Geschäftsjahr periodengerecht zugewiesen. Dies erfolgt über Abgrenzungen und Abschreibungen, mit denen Aufwand und Ertrag aus der Geschäftstätigkeit demjenigen Geschäftsjahr zugeordnet werden, dem sie wirtschaftlich zugehören, unabhängig davon, ob der Zahlungsvorgang in einem anderen Geschäftsjahr stattgefunden hat oder stattfinden wird.

### Ausgaben und Einnahmen
Ausgaben und Einnahmen sind ebenfalls dem externen Rechnungswesen, bzw. der Buchführung, zuzuordnen. Sie entstehen, wenn etwas gekauft bzw. verkauft wurde, unabhängig davon ob es schon bezahlt wurde oder nicht. Sobald effektive Zahlungen erfolgen, werden Ausgaben und Einnahmen zu Auszahlung und Einzahlung.

### Aus-  und Einzahlungen
Aus- und Einzahlungen sind die grundlegenden Rechengrößen der Investitionsrechnung und des Treasury. Sie bestimmen die Liquiditätsreserven des Unternehmens.

### Unterschiede zwischen den Größen
Unterschiede zwischen Kosten und Aufwand können beispielsweise entstehen, wenn
- Vorgänge unterschiedlich bewertet werden, wie etwa kalkulatorische Abschreibung und bilanzielle Abschreibung (ersteres stellt Kosten dar, letzteres Aufwand);
- Kosten angesetzt werden, die im externen Rechnungswesen keine Entsprechung haben (beispielsweise kalkulatorische Zinsen oder Unternehmerlöhne).

Kosten sind nicht per se einem Geschäftsjahr oder einer Zeitperiode zugeordnet. Oftmals werden bei einem Kostenvergleich diskontierte Größen miteinander verglichen. Kosten sind weiterhin ein wesentlicher Bestandteil von Preiskalkulationen. Dabei werden in der Regel Erwartungswerte betrachtet, so dass die einkalkulierten Kosten keine direkte Entsprechung in Zahlungen oder Aufwänden haben. Hinzu kommen kalkulatorische Kostenelemente wie z. B. Wagniskosten.

## Umsatzerlöse
Der Umsatzerlös {\displaystyle E} ist der in Geld bewertete, durch den Verkaufspreis  {\displaystyle p} erzielte Gegenwert aus dem Vertrieb von Produkten oder Dienstleistungen ({\displaystyle P}). Ist der Verkaufspreis über die betrachtete Zeitspanne konstant, ergibt sich:
{\displaystyle E=P\cdot p}.
siehe § 275 Abs. 2 Nr. 1 HGB
Beim Gesamtkostenverfahren oder beim Umsatzkostenverfahren (§ 275 Abs. 3 Nr. 1 HGB), einfach auch „Umsatz“ oder „Bruttoerlös“ genannt. Beim Bruttoerlös oder Brutto-Umsatz sind noch keine Kosten (Material-, Personalkosten usw.) abgezogen, beim Nettoerlös oder Netto-Umsatz lediglich die mit dem Verkauf direkt zusammenhängenden Erlösschmälerungen (Rabatte, Skonti), ausgenommen indirekte Kosten wie z. B. abgetretene Forderungen an Dritte (Delkredere). Für die Preiskalkulation ist der Nettoerlös maßgebend.

### Gesamtleistung
Die Gesamtleistung ist die (Zwischen-)Summe aus den ersten drei Positionen der Gewinn- und Verlustrechnung nach dem Gesamtkostenverfahren gemäß § 275 Abs. 2 HGB:
Umsatzerlöse
+ Erhöhung des Bestands an fertigen und unfertigen Erzeugnissen oder
- Verminderung des Bestands an fertigen und unfertigen Erzeugnissen
+ andere aktivierte Eigenleistungen
= Gesamtleistung
Die Umsatzerlöse setzen sich demnach aus den in der Rechnungsperiode produzierten und verkauften sowie aus den aus dem Lagerbestand von Vorperioden stammenden und in der laufenden Periode verkauften Produkten zusammen.

## Arten
Zu unterscheiden ist zwischen den pagatorischen Erlösen (auch: Grunderlöse, Zweckerträge) und den kalkulatorischen Erlösen. Grunderlöse sind die Umsatzerlöse aus dem Kerngeschäft eines Unternehmens, die dem Unternehmen als Einnahmen zufließen, kalkulatorischen Erlösen dagegen steht kein eindeutiger Marktpreis gegenüber.
Je nach Wirtschaftszweig gibt es folgende Umsatzerlöse:
| Wirtschaftszweig                   | Art der Erlöse                                              |
| ---------------------------------- | ----------------------------------------------------------- |
| Autohäuser/-werkstätten            | Autoverkauf, Ersatzteilverkauf, Autovermietung, Reparaturen |
| EDV-/IT-Firmen                     | Hardware-, Software- und Wartungserlöse                     |
| Einzelhandel                       | Warenverkäufe                                               |
| Freie Berufe                       | Gebühren, Honorare für Ärzte, Rechtsanwälte usw.            |
| Gewerbebetriebe                    | Einkünfte aus Gewerbebetrieb                                |
| Handelsbetriebe                    | Verkauf von Handelswaren                                    |
| Hotellerie                         | Beherbergungs- und Restaurationserlöse                      |
| Immobilienwirtschaft               | Immobiliarmiete, Pachtzins                                  |
| Industriebetriebe                  | Umsatzerlöse aus Industrieproduktion                        |
| Kreditinstitute                    | Zinserträge, Provisionserträge, Bankgebühren (1)            |
| Montagebetriebe                    | Vermietung von Bauteilen, Montagearbeiten                   |
| Verkehrs- und Transportunternehmen | Erlöse aus Fahrkarten- und Flugticketverkauf                |
| Versicherungsunternehmen           | Versicherungsprämien, Kapitalerträge aus Kapitalanlagen     |

(1) betriebswirtschaftliche Kennzahlen beziehen sich auf die Bilanzsumme oder das Geschäftsvolumen.

## Kennzahlen

Gewinnschwelle aus Erlös und Kosten

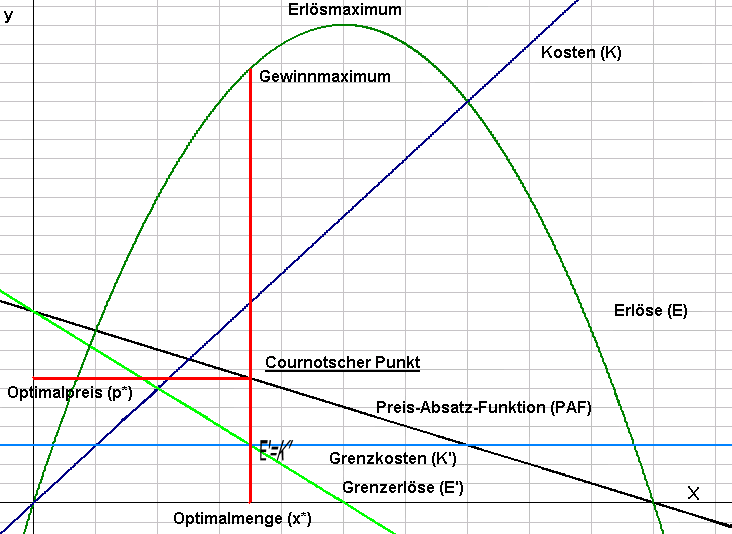
Erlös im Zusammenhang der Gewinnmaximierung grafisch

Erlöse ({\displaystyle E}) sind häufig Bestandteil betriebswirtschaftlicher Kennzahlen. Die betriebswirtschaftliche Arbeitsproduktivität {\displaystyle A_{p}} spiegelt den pro Mitarbeiter {\displaystyle M} erzielten Umsatz wider:
{\displaystyle A_{p}={\frac {E}{M}}}.
Die Erlösfunktion ist die mathematische Darstellung der Abhängigkeit zwischen Absatzmenge und Umsatz. Diese Verhaltensgleichung stellt den Verkaufspreis {\displaystyle p} der Absatzmenge {\displaystyle x} gegenüber, wobei {\displaystyle x} von {\displaystyle p} abhängt:
{\displaystyle E=p\cdot x}.
Bei gleichbleibenden Verkaufspreisen steigen die Erlöse mit der Zunahme der verkauften Produkteinheiten linear an. Die erste Ableitung dieser Erlösfunktion nennt man – analog zu den Grenzkosten auf der Kostenseite – Grenzerlös.
Die Gewinnschwelle (englisch break-even point) ist erreicht, wenn die Erlöse den Gesamtkosten {\displaystyle K} entsprechen:
{\displaystyle E=K}.
Im Monopolpreismodell wird sehr oft zur Vereinfachung angenommen:
{\displaystyle E=p\cdot x}.
Dabei bezeichnet:
- {\displaystyle x} die in einem Zeitraum der Dauer {\displaystyle t} abgesetzte Menge (Menge pro Zeit) und
- {\displaystyle t} die Länge des betrachteten Zeitraums.

Dann ist
{\displaystyle E_{t}=p\cdot x_{t}\cdot t},
gleichbleibende Preise vorausgesetzt.

## Volkswirtschaftliche Gesamtrechnung: Branchenumsatz
Die Umsatzsumme aller Unternehmen einer Branche wird als Branchenumsatz bezeichnet. Er wird meist in Bezug auf ein Kalenderjahr angegeben und beispielsweise bei der Berechnung von Marktanteilen oder Betriebsvergleichen benötigt.

## International
Aufgrund der großen Bedeutung des Ertrags- (englisch yield) oder Umsatzbegriffes (englisch sales) im externen Rechnungswesen gibt es insbesondere in der internationalen (IFRS) und der US-amerikanischen Rechnungslegung (US-GAAP) strenge Richtlinien zur Umsatzrealisierung. Hiermit soll sichergestellt werden, dass die ausgewiesenen Umsatzzahlen korrekt sind und kaum einem Restrisiko unterliegen. Kern ist die Regelung des International Financial Reporting Standard 15 über die Realisierung von Umsätzen. Bilanzskandale und betrügerische Umsatzaufblähungen, etwa durch Scheingeschäfte, sollen hierdurch vermieden werden.